# Annette Frier
Annette Frier (Colonia, 22 gennaio 1974) è un'attrice tedesca.
Tra i suoi ruoli principali, figurano, tra l'altro, quelli nelle serie televisive Alles außer Sex,  Danni Lowinski, Ella Schön e Merz gegen Merz.

## Biografia
Annette Frier nasce a Colonia il 22 gennaio 1974.
Dopo il diploma, frequenta una scuola di teatro nella sua città natale e, durante il suo percorso di studi, ottiene un ingaggio nella compagnia del teatro di Colonia. Si fa quindi conoscere al grande pubblico nel 1997, interpretando il ruolo di Vivi Andraschek nella serie televisiva Hinter Gittern - Der Frauenknast .
Nel 2002 sposa il regista Johannes Wünsche e nel 2008 diventa madre di due gemelli.
Nel 2005 conduce assieme a Stefan Raab e Oliver Pocher la prima edizione del Bundesvision Song Contest e dal 2005 al 2007 è una delle protagoniste, al fianco di Simone Hanselmann, Miranda Leonhardt e Rhea Harder, della serie televisiva Alles außer Sex, dove interpreta il ruolo di Minza Düring. In seguito, 2010 al 2014 è protagonista, nel ruolo di Danni Lowinski, dell'omonima serie televisiva. Questo ruolo le vale il Deutscher Fernsehpreis come miglior attrice in una serie o miniserie TV.
Nel frattempo, nel 2011, è tra i protagonisti, al fianco di Kai Schumann ed Erdoğan Atalay, del film TV, diretto da Axel Sand Luna di miele... con fantasmi , dove interpreta il ruolo di Rebecca Hagen e nel 2013 è protagonista, nel ruolo di Claudia Gudermann, del film TV diretto da Oliver Dommenget Nichts mehr wie vorher.
In seguito, nel 2016, è protagonista, nel ruolo della Dottoressa Hellwig, del film TV diretto da Richard Huber Zwei Leben. Eine Hoffnung  e dal 2018 al 2021 è protagonista, al fianco di Julia Richter, della serie televisiva Ella Schön, dove interpreta il ruolo di Ella Schön, una donna avvocato affetta dalla sindrome di Asperger. Nel frattempo, tra il 2019 e il 2021, è protagonista, al fianco di Christoph Maria Herbst e Philip Noah Schwarz, della serie televisiva di genere dramedy Merz gegen Merz, dove interpreta il ruolo di Anne Merz.
Nel 2022 è protagonista, nel ruolo di Johanna, del film diretto da Daniel Popat Stumm vor Schreck e l'anno seguente torna ad interpretare il ruolo di Anne Merz nel film TV Merz gegen Merz - Hochzeiten.

## Filmografia parziale

### Cinema
- Germanikus, regia di Hanns Christian Müller (2004)
- Omamamia, regia di Tomy Wigand (2012)
- Die Schliklkerfrauen, regia di Uwe Janson (2014)
- Lucky Loser - Ein Sommer in der Bredouille, regia di Nico Sommer (2017)
- Le avventure di Jim Bottone (Jim Knopf und Lukas der Lokomotivführer), regia di Dennis Gansel (2018)
- Benjamin l'elefante (Benjamin Blümchen), regia di Tim Trachte (2019)
- Jim Knopf und die Wilde 13, regia di Dennis Gansel (2020)
- Stumm vor Schreck, regia di Daniel Popat (2022)
- Lassie - Una nuova avventura (Lassie - Ein neues Abenteuer), regia di Hanno Olderdissen (2023)

### Televisione
- Hinter Gittern - Der Frauenknast  - serie TV, 57 episodi (1997-2000)
- Switch - serie TV, 16 episodi (1999-2000)
- Alles außer Sex - serie TV, 20 episodi (2005-2007)
- Danni Lowinski - serie TV, 65 episodi (2010-2014)
- Luna di miele... con fantasmi  (Geister: All Inclusive), regia di Axel Sand - film TV (2011)
- Nichts mehr wie vorher, regia di Oliver Dommenget - film TV (2013)
- Last Cop - L'ultimo sbirro (Der letzte Bulle) - serie TV, episodio 04x12 (2013)
- Sophie, regia, di Ben Verbong - film TV (2015)
- Zwei Leben. Eine Hoffnung", regia di Richard Huber - film TV (2016)
- Kroymann - serie TV, 17 episodi (2017-2021)
- Ella Schön - serie TV, 11 episodi (2018-2021)
- Eine Almhütte für Zwei, regia di Benedikt Roeskau - film TV (2019)
- Merz gegen Merz - serie TV, 24 episodi (2019-2021)
- KBV - Keine besonderen Vorkommnisse  - serie TV, 12 episodi (2021-…)
- Love Addicts - serie TV, 8 episodi (2022)
- Merz gegen Merz - Hochzeiten, regia di Felix Stienz - film TV (2023)

## Premi e nomination (parziale)
- Kölner Theaterpreis:
  - 2004: Premio per il ruolo da protagonista in Nora
- Bayerischer Fernsehpreis:
  - 2010: Premio come miglior attrice in una serie o miniserie TV per  Danni Lowinski
  - 2016: Candidatura come miglior attrice in un film TV per Zwei Leben. Eine Hoffnung
- Montecarlo Film Festival:
  - 2011: Golden Nymph come miglior attrice in una serie commedia per Danni Lowinski
- Premio Romy Schneider:
  - 2013: Candidatura come attrice preferita in una serie televisiva per Danni Lowinski
- Deutscher Fernsehpreis:
  - 2014: Candidatura come miglior attrice per Nichts mehr wie vorher
- Goldene Kamera:
  - 2015: Candidatura come miglior attrice tedesca per Die Schliklkerfrauen

## Doppiatrici italiane
Nelle versioni in italiano di film e fiction in cui ha recitato, Annette Frier è stata doppiata da:
- Stella Musy in Ella Schön[10]
- Emanuela Baroni in Le avventure di Jim Bottone